# 法句経
法句経（ほっくぎょう）、ダンマパダ（巴: Dhammapada）は、仏典の一つで、仏教の教えを短い詩節の形（アフォリズム）で伝えた、韻文のみからなる経典である。「ダンマパダ」とは、パーリ語で「真理・法（巴: dhamma）の言葉（巴: pada）」という意味であり、伝統的漢訳である「法句」とも意味的に符合する。
漢訳『法句経』の名称は、元々は上座部仏教圏の『ダンマパダ』と同一系統の経典が北伝し、中国仏教にて漢訳された際の伝統的名称だが、近代以降の『ダンマパダ』の日本語訳（漢訳）名としても（『ダンマパダ』『真理のことば』等と並んで）用いられている。
パーリ語仏典の中では最もポピュラーな経典の一つである。スッタニパータとならび現存経典のうち最古の経典といわれている。かなり古いテクストであるが、釈迦の時代からはかなり隔たった後代に編纂されたものと考えられている。
類似のテキストとしては、『ダンマパダ（法句経）』系統と『ウダーナ（自説経）』系統を掛け合わせ、『相応部』有偈篇、『スッタニパータ』『テーラガーター』に見られる若干の詩句を付け加える形で説一切有部によって編集され、北伝仏教に伝えられた、サンスクリットの経典『ウダーナヴァルガ』（Udānavarga）がある。サンスクリット原典が現存している他、漢訳経典『出曜経』（しゅつようぎょう）等や、チベット語訳もある。「ウダーナヴァルガ」の意味は、「ウダーナ（無問自説・感興語）ヴァルガ（集まり）」であり、「自説集」といった程度の意味。

## テキスト
パーリ語版『ダンマパダ』はパーリ語経典の「小部」に第2経として収録されている。26章に分かれており、423の詩節を収録する。
漢訳としては以下があるが、パーリ語版とは配列や内容にかなりの違いがある。
- 維祇難等訳『法句経』（大正蔵210）
- 法炬・法立訳『法句譬喩経』（大正蔵211）[7] - 詩句に因縁譬喩譚を加えたもの。

ガンダーラ語版の断簡の一部分は19世紀末にホータン近辺でデュトルイユ・ド・ランが入手し、別の一部分をロシアのペトロフスキーが入手した。全体の2⁄3にあたる350詩節ほどが残っている。パーリ語本と順序は異なるが、本来はパーリ語本と同様に26章からなっていたらしい。1990年代以降に新たな断簡が発見された。
ほかに、サンスクリットの強い影響を受けたプラークリットで書かれた『Patna Dharmapada』と呼ばれる版がある。また、『マハーヴァストゥ』には『法句経』の「千」と「比丘」の章を引用する。
パーリ語版『ダンマパダ』は、以下の全26章から構成される。
1. 第1章 - 双（Yamaka-vaggo）
2. 第2章 - 不放逸（Appamāda-vaggo）
3. 第3章 - 心（Citta-vaggo）
4. 第4章 - 花（Puppha-vaggo）
5. 第5章 - 愚者（Bāla-vaggo）
6. 第6章 - 賢者（Paṇḍita-vaggo）
7. 第7章 - 尊者（Arahanta-vaggo）
8. 第8章 - 千（Sahassa-vaggo）
9. 第9章 - 悪（Pāpa-vaggo）
10. 第10章 - 罰（Daṇḍa-vaggo）
11. 第11章 - 老い（Jarā-vaggo）
12. 第12章 - 自己（Atta-vaggo）
13. 第13章 - 世界（Loka-vaggo）
14. 第14章 - ブッダ（Buddha-vaggo）
15. 第15章 - 楽（Sukha-vaggo）
16. 第16章 - 愛（Piya-vaggo）
17. 第17章 - 怒り（Kodha-vaggo）
18. 第18章 - 汚れ（Mala-vaggo)）
19. 第19章 - 法行者（Dhammaṭṭha-vaggo）
20. 第20章 - 道（Magga-vaggo）
21. 第21章 - 雑多（Pakiṇṇaka-vaggo）
22. 第22章 - 地獄（Niraya-vaggo）
23. 第23章 - 象（Nāga-vaggo）
24. 第24章 - 渇愛（Taṇhā-vaggo）
25. 第25章 - 比丘（Bhikkhu-vaggo）
26. 第26章 - バラモン（Brāhmaṇa-vaggo）

ブッダゴーサによる法句経アッタカターとして、法句経註（Dhammapada Atthakatha）が存在する。

## 抜粋
第20章 - 道（Magga-vaggo）

Sabbe baṅkhārā aniccā'ti yadā paññāya passati

Atha nibbindati dukkhe esa maggo visuddhiyā.

Sabbe baṅkhārā dukkhā'ti yadā paññāya passati

Atha nibbindati dukkhe esa maggo visuddhiyā.

Sabbe dhammā anattā'ti yadā paññāya passati

Atha nibbindati dukkhe esa maggo visuddhiyā.

「一切の形成されたものは無常である」（諸行無常）と 
智慧をもって観るときに、ひとは苦から厭い離れる。これが清浄への道である。

「一切の形成されたものは苦である」（一切皆苦）と 
智慧をもって観るときに、ひとは苦から厭い離れる。これが清浄への道である。

「一切の事物は無我である」（諸法非我）と 
智慧をもって観るときに、ひとは苦から厭い離れる。これが清浄への道である。

第25章 - 比丘（Bhikkhu-vaggo）

Siñca bhikkhu imaṃ nāvaṃ sittā te lahumessati

Chetvā rāgaṃ dosaṃ ca tato nibbāṇamehisi.
比丘よ、この舟から水を汲み出せ。

汝が水を汲み出せば、軽やかに進むであろう。

貪欲と瞋恚とを断ったならば、汝は涅槃に達するだろう。

## 日本への伝来
『ダンマパダ』は漢訳仏典『法句経』として伝来されたが、「小乗のお経」と認識され、ほとんど顧みられることのなかった歴史がある。漢訳「大蔵経」では本縁部に収録されている。『ダンマパダ』に日が当たるようになったのは明治期以降であり、ヨーロッパでの仏教学研究で『ダンマパダ』が重要文献として扱われていた影響が大きい。
パーリ語よりの日本語訳は、友松圓諦訳の『法句経』が有名である。友松は1933年にラジオで『法句経』講義を行い、たいへんに歓迎された。
中村元訳の『ブッダの真理のことば・感興のことば』は、「真理のことば」がパーリ語『ダンマパダ』、「感興のことば」がサンスクリット『ウダーナヴァルガ』の各・訳著である。

## ウダーナヴァルガ
サンスクリット経典である『ウダーナヴァルガ』（Udānavarga）は、説一切有部および根本説一切有部で編纂されたもので、『法句経』と『自説経』等を掛け合わせたもの。これに対応する漢訳は、
- 竺仏念訳『出曜経』（大正蔵212）
- 天息災訳『法集要頌経』（大正蔵213）

がある。ほかにチベット語訳および、チベット語訳の注釈書が現存する。
（本偈）
- 『Ched-du brjod-pa'i tshoms』
  - リンチェン・チョク（Rin-chen mchog）、ヴィディヤーカラプラバ（Vidyākaraprabha）共訳、ペルツェク（Dpal brtsegs）校訂[17]

（注釈書）
- 『Ched-du-brjod-pa'i tshoms-kyi rnam-par 'grel-pa』
  - プラジュニャーヴァルマン（Shes-rab go-cha）造、ジャナルダナ（Janardhana）、シャーキャ・ロドゥ（Śākya blo-gros）共訳[18]

またクチャ語（トカラ語B）訳の断簡がある。

## 書誌情報

### 日本語訳
- 『法句経』荻原雲来訳註（岩波文庫復刻版）、一穂社〈名著/古典籍文庫〉、2004年12月（原著1935年6月）。ISBN 4-86181-001-9。 - 旧岩波版（1960年刊第14刷）を原本としたオンデマンド版。 doi:10.11501/1193886
- 『ダンマパダ　法句経』長井真琴訳、玄同社、1948年。
- 友松円諦 編『仏陀の言葉 : 仏教根本聖典法句経』甲子社書房、1924年。doi:10.11501/983337。
- 友松圓諦 編『ダンマパダ　和漢英巴対照　法句経』法句経講話三百回記念会、1961年。
- 『法句経』友松圓諦訳、講談社、1975年11月。ISBN 4-06-142570-6。
  - 『法句経』友松圓諦訳、講談社学術文庫、1985年3月。ISBN 4-06-158679-3。
- 『ブッダの真理のことば　感興のことば』中村元訳、岩波文庫、1978年1月。ISBN 4-00-333021-8。
  - 『ブッダの真理のことば　感興のことば　――ダンマパダ　ウダーナヴァルガ』中村元訳、岩波書店〈ブッダのことばシリーズ〉、1984年5月。ISBN 4-00-001990-2。
  - 『ブッダの真理のことば　感興のことば』中村元訳、ワイド版 岩波文庫、1991年6月。ISBN 4-00-007040-1。後者は自説経
- 「真理のことば（ダンマパダ）」『インド・アラビア・ペルシア集』前田恵学訳、筑摩書房〈筑摩世界文学大系9〉、1974年。
- 「ダンマパダ（真理のことば）」『原始仏典七　ブッダの詩Ⅰ』藤田宏達 訳、講談社、1986年7月。ISBN 406-1806777。他に「スッタニパータ（釈尊のことば）」を収録
- 片山一良『『ダンマパダ』全詩解説　――仏祖に学ぶひとすじの道』大蔵出版、2009年12月。ISBN 978-4-8043-0574-5。
- 『法句経』引田弘道校註、大蔵出版〈新国訳大蔵経 本縁部 4〉、2000年1月。ISBN 4-8043-8019-1。

漢訳『法句経』をパーリ・サンスクリット語文献と対照し本格的に解読した大著（オンデマンド版2019年）
- 『真理の偈（うた）と物語　『法句譬喩経』現代語訳（上）』神塚淑子ほか 訳註、偈文の解釈研究は榎本文雄・引田弘道、大蔵出版、2001年4月。ISBN 4-8043-1050-9。
  - 『真理の偈（うた）と物語　『法句譬喩経』現代語訳（下）』他は末木文美士・菅野博史・松村巧 訳註、大蔵出版、2001年12月。ISBN 4-8043-1053-3。
- 『Dhammapada(ダンマパダ)　原始仏教の智慧　新現代語訳』佐藤光夫訳・註解、星雲社、2009年4月。ISBN 978-4-434-13034-2。
- 『ダンマパダ・法句経』三枝充悳訳・解説、渡辺眸写真、青土社、1989年6月。ISBN 4-7917-5011-X。
- 今枝由郎 訳『日常語訳 ダンマパダ　ブッダの〈真理の言葉〉』トランスビュー、改訂2015年。ISBN 978-4-7987-0142-4。
  - 今枝由郎 訳『ダンマパダ　ブッダ 真理の言葉』光文社古典新訳文庫、2023年6月。ISBN 978-4-334-75480-8。

### 英訳
英訳はミュラーによるもの（1869年、のち『東方聖典叢書』に収録）や、ロックヒルによるチベット語版『ウダーナヴァルガ』の翻訳（1883年）など、長い歴史がある。インド人による翻訳も少なくない。
- The Dhammapada:The Path of Perfection. Anonymous;Juan Mascaro (Paperback ed.). Penguin Classics. (May 30, 1973). ISBN 0-14-044284-7
- Dhammapada:The Sayings of the Buddha. Shambhala Pocket Classics. Thomas Byrom (Paperback ed.). Shambhala. (November 9, 1993). ISBN 0-87773-966-8
  - 『ブッダの語る覚醒への光の道　原始仏典「ダンマパダ」現代語全訳』トーマス・バイロン/パーリ語英訳（廣常仁慧/英文日本語訳）、星雲社、2006年4月。ISBN 4-434-07758-9。
- The Dhammapada:The Sayings of the Buddha. Oxford World's Classics. John Ross Carter;Mahinda Palihawadana (Paperback ed.). Oxford University Press. (December 15, 2008). ISBN 978-0-19-955513-0
- The Dhammapada. Classics of Indian Spirituality. Eknath Easwaran (Paperback ed.). Nilgiri Press. (April 13, 2007). ISBN 978-1-58638-020-5
- The Dhammapada:A New Translation of the Buddhist Classic with Annotations. Gil Fronsdal (Paperback ed.). Shambhala. (December 5, 2006). ISBN 1-59030-380-6
- The Dhammapada. Balangoda Ananda Maitreya;Thich Nhat Hanh (Paperback ed.). Parallax Press. (August 1, 1995). ISBN 0-938077-87-2
- Word of the Doctrine. K.R. Norman. Pali Text Society. (1997). ISBN 0-86013-335-4
- The Dhammapada:Verses on the Way. Modern Library Classics. Glenn Wallis (Paperback ed.). Modern Library. (January 9, 2007). ISBN 978-0-8129-7727-1

### パーリ語本文
- パーリ仏典,  ダンマパダ, Sri Lanka Tripitaka Project
- O. von Hinüber;K.R. Norman, ed (1994, 1995). Dhammapada. Pali Text Society. ISBN 0-86013-313-3
- 『パーリ語仏典『ダンマパダ』　こころの清流を求めて』ウ・ヴィッジャーナンダ大長老監修、北嶋泰観 編訳註、中山書房仏書林、2000年8月。ISBN 978-4-89097-227-2。 - パーリ語の原文と英文の翻訳を併載。

### 関連文献
- 『空翔ぶ巨象　法句経ものがたり』奥野瓔子訳、水野弘元監修、春秋社、1993年8月。ISBN 4-393-13267-X。
- 『原訳「法句経（ダンマパダ）」一日一話』アルボムッレ・スマナサーラ、佼成出版社、2003年12月。ISBN 4-333-02044-1。[20]
- 『原訳「法句経（ダンマパダ）」一日一悟』アルボムッレ・スマナサーラ、佼成出版社、2005年11月。ISBN 4-333-02182-0。
- 片山一良『「ダンマパダ」をよむ　ブッダの教え「今ここに」』サンガ、2013年4月。下記は元版
  - 片山一良『「ダンマパダ」をよむ　ブッダの教え「今ここに」 上』日本放送出版協会〈NHKシリーズ NHK宗教の時間〉、2007年4月。ISBN 978-4-14-910627-4。
  - 片山一良『「ダンマパダ」をよむ　ブッダの教え「今ここに」 下』日本放送出版協会〈NHKシリーズ NHK宗教の時間〉、2007年10月。ISBN 978-4-14-910628-1。
- 中村元『原始仏典』（宮元啓一解説）筑摩書房〈ちくま学芸文庫〉、2011年3月。ISBN 978-4-480-09367-7。
  - 中村元『真理のことば　仏典をよむ2』（解説前田専学）岩波現代文庫、2018年

各 新版：講話「真理のことば―『ダンマパダ』」を収録
- 友松圓諦『法句経講義』講談社学術文庫、1981年3月。ISBN 4-06-158533-9。
- 友松圓諦『法句経を読む　ブッダ真理の言葉』大法輪閣、2005年。「法句経講話」の改題新版
- 上村勝彦『真理の言葉―法句経 仏教を生きる 5』中央公論新社、2000年
- 松原泰道『法句経入門　釈尊のことば』祥伝社新書、2010年。新版
- 釈徹宗『ダンマパダ　ブッダ「真理の言葉」講義』角川ソフィア文庫、2021年8月